# Sajógalgóc, Borsod-Abaúj-Zemplén
Sajógalgóc este un sat în districtul Kazincbarcika, județul Borsod-Abaúj-Zemplén, Ungaria, având o populație de 366 de locuitori (2011). 

## Demografie
Componența etnică a satului Sajógalgóc
     Maghiari (99,03%)
     Romi (0,97%)
Componența confesională a satului Sajógalgóc
     Romano-catolici (45,36%)
     Fără religie (10,66%)
     Reformați (9,29%)
     Greco-catolici (1,64%)
     Necunoscută (31,42%)
     Alte religii (6,28%)
Conform recensământului din 2011, satul Sajógalgóc avea 366 de locuitori. Din punct de vedere etnic, majoritatea locuitorilor (99,03%) erau maghiari. Nu există o religie majoritară, locuitorii fiind romano-catolici (45,36%), persoane fără religie (10,66%), reformați (9,29%) și greco-catolici (1,64%). Pentru 31,42% din locuitori nu este cunoscută apartenența confesională.